# Yasui Sōtarō

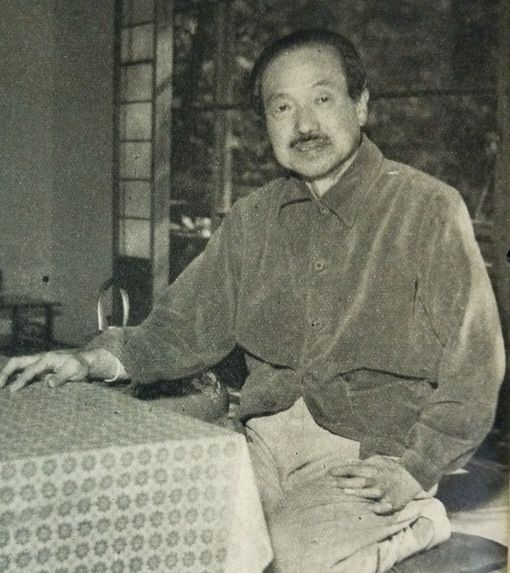
Yasui im Jahr 1952

Yasui Sōtarō (japanisch 安井 曾太郎; * 17. Mai 1888 in Kyōto; † 16. Dezember 1955 in Yugawara, Präfektur Kanagawa) war ein japanischer Maler der Yōga-Richtung.

## Leben und Werk
Yasui war der Sohn eines Großhändlers von Wollprodukten in Kyoto. Er brach eine Ausbildung an der „Kyoto City Commercial School“ ab und  begann seine künstlerische Ausbildung am privaten „Shōgoin Yōga Kenkyūjo“ (聖護院洋画研究所, dt. „Shōgoin-Forschungsinstitut für westliche Malerei“). Dann wechselte an die Kansai-Kunstakademie (関西美術院, Kansai bijutsu-in), wo er  einer der Schüler von Asai Chū und  Kanokogi Takeshirō wurde. 1907 ging er nach Paris und studierte drei Jahre an der Académie Julian unter dem Historienmaler Jean-Paul Laurens. Seine Zeichnungen und Gemälde erhielten so viele Preise, dass man noch lange davon sprach. Bei Ausbruch des Ersten Weltkriegs 1914 erkrankte Yasui und ging nach Japan zurück.
1905 schloss sich Yasui der Künstlervereinigung Nika-Kai an, die in einer Ausstellung 44 Gemälde von ihm zeigte, darunter „Gesicht einer Frau“  (女の顔, Onna no kao, 1912), „Frau mit schwarzen Haaren“ (黒き髪の女, Kuroki kami no onna; 1913), „Frau, die sich die Füße wäscht“ (足を洗う女, Ashi o arau onna; 1913) und „Pfau und Frau“ (孔雀と女, Kujaku to onna; 1914). Sein Werk war anregend für die japanischen Künstler, während er nun seinen Stil in der japanischen Umgebung suchte, was ihm schließlich 1929 mit dem Gemälde „Sitzende“ (座像, Zazō) gelang. Danach malte er eine ganz Folge von Porträts, Landschaften und Stillleben.
1935 wurde er Mitglied in der Kaiserlichen Akademie der Künste, worauf er die Hika-kai verließ. 1936 gründete Yasui zusammen mit anderen Künstlern die Künstlergruppe Issui-kai (一水会).
In seine Porträts in den 30er Jahren versuchte er eine Balance zwischen Beobachtung und künstlerischen Deformation, wie das „Portrait Dr. T.“ (T先生の像), „Portrait Jin Rong“ (金蓉) zeigen. Das gelang ihm schließlich mit dem „Portrait Fukai Eigo“ (深井英五氏像, Fukai Eigo-shi zō; 1937). Seine Landschaften folgte einer ähnlichen Entwicklung, wie der Vergleich von „Lama-Tempel von Chengde“ (承徳の喇嘛廟, Shōtoku no rama-byō; 1937) mit den Kamikōchi (上高地)-Landschaften zeigen.
1944 wurde Yasui als „Künstler am Kaiserhof“ (帝室技芸員, Teishitsu gigei-in) ausgezeichnet und zum Lehrer an der „Tokyo bijutsu gakkō“ ernannt. So blieb er auch aktiv in der Ausbildung junger Künstler. In seinen letzten Jahren zog er sich zurück nach Yugawara in der Präfektur Kanagawa, wo er inmitten der Natur seinen Stil weiter vereinfachte. 1952 wurde er mit dem Kulturorden ausgezeichnet.
Posthum wurde einer Sammlung seiner Schriften unter dem Titel „Mit den Augen eines Künstlers“ (画家の目, Gaka no me) veröffentlicht.

### Würdigung
Anfänglich stand Yasuis Werk unter dem Einfluss von Gustave Courbet und später auch unter dem von Cézanne. Nachdem er in seine Heimat zurückgekehrt war, malte er zwar weiter im westlichen Stil, befreite sich aber vom Einfluss der französischen Malerei und entwickelte seine eigene Bildsprache. Yasui erlangte vor allem für seine Porträts Bekanntheit.

## Bilder

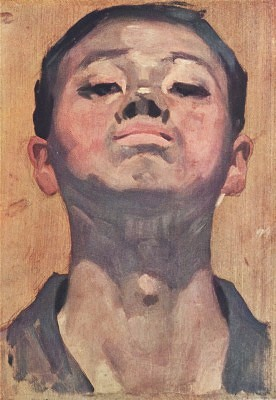
Selbst, 1906
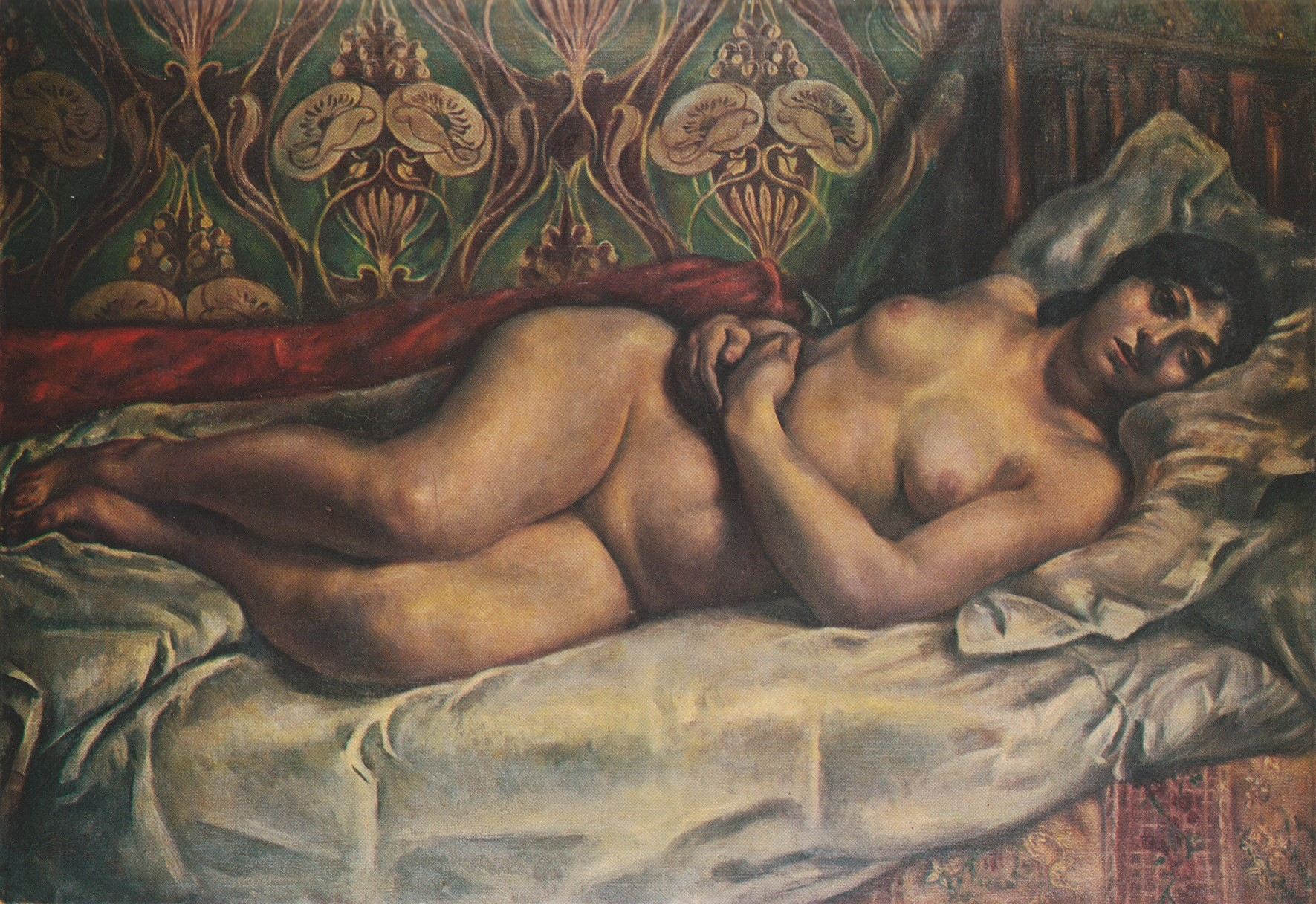
Frau mit schwarzen Haaren, 1913
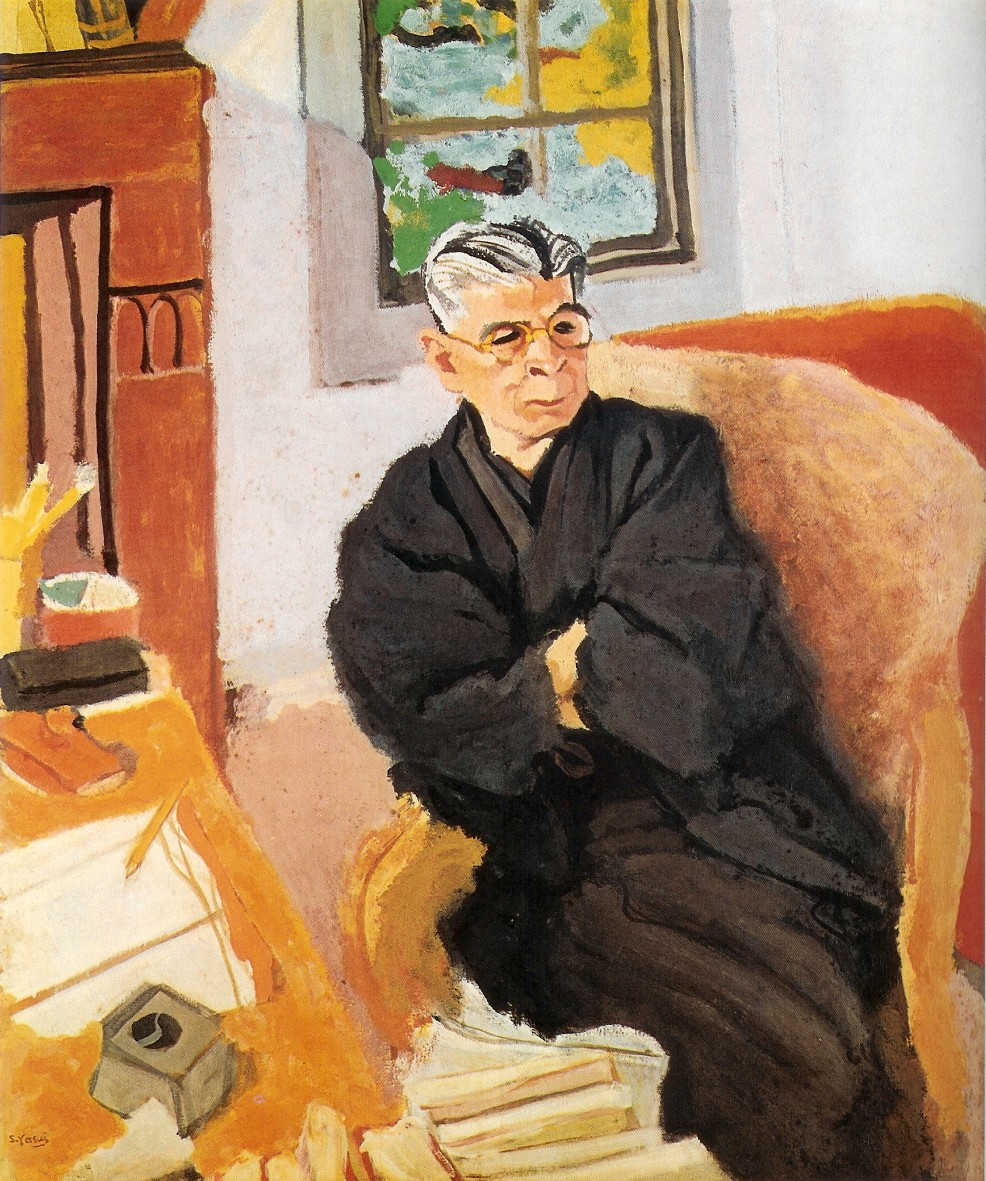
Fukai Eigo[A 2]
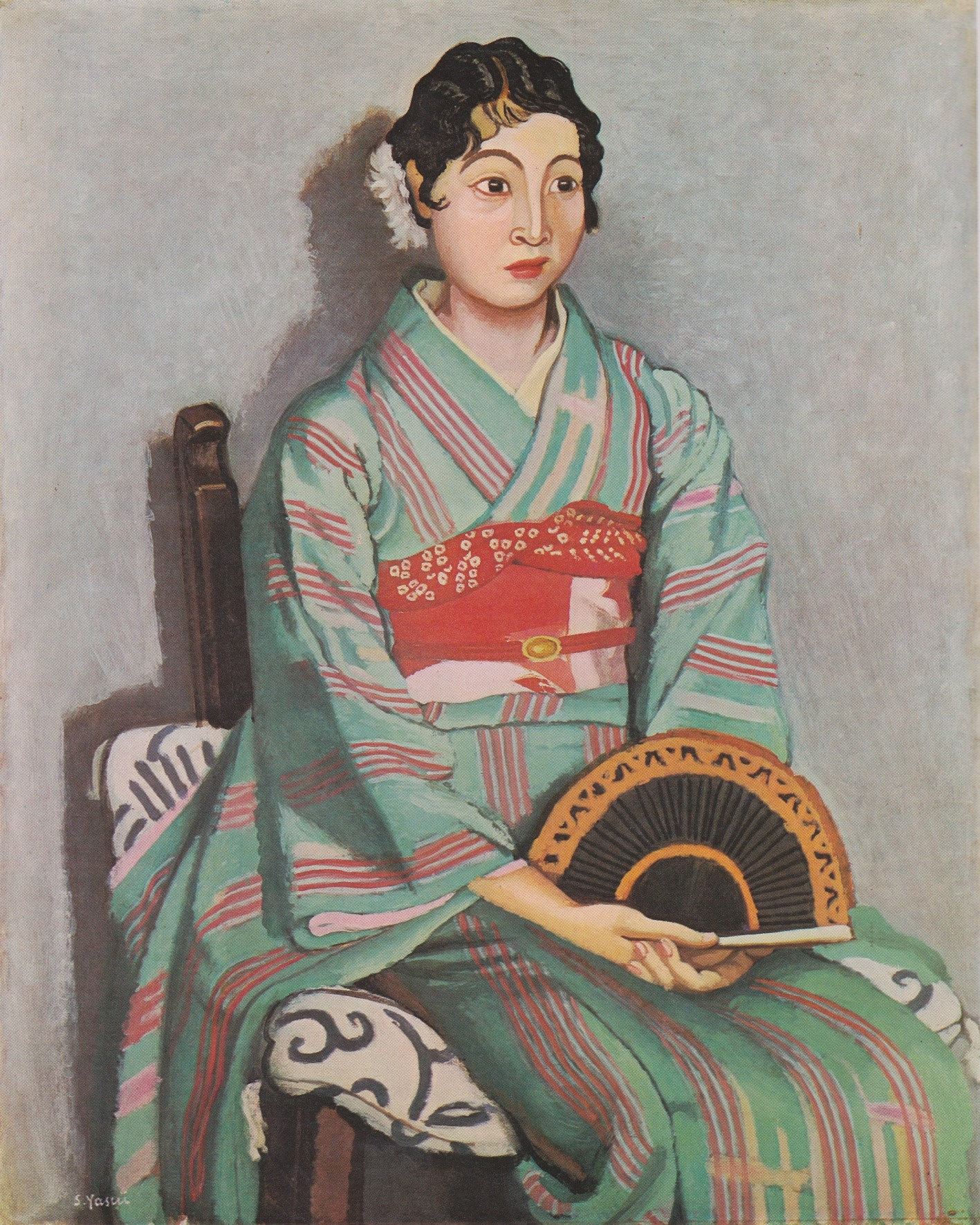
Sitzende, 1929
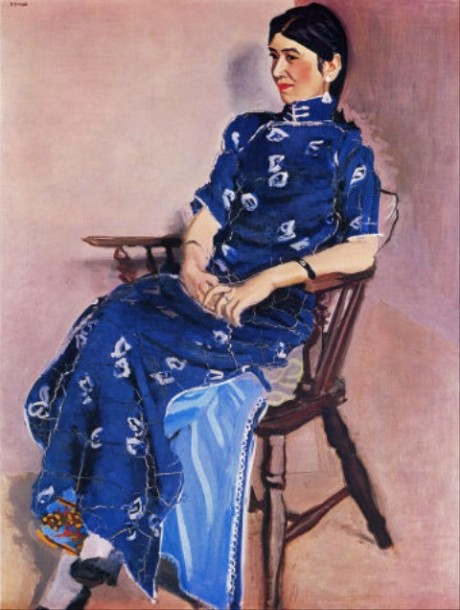
Jin Rong, 1934
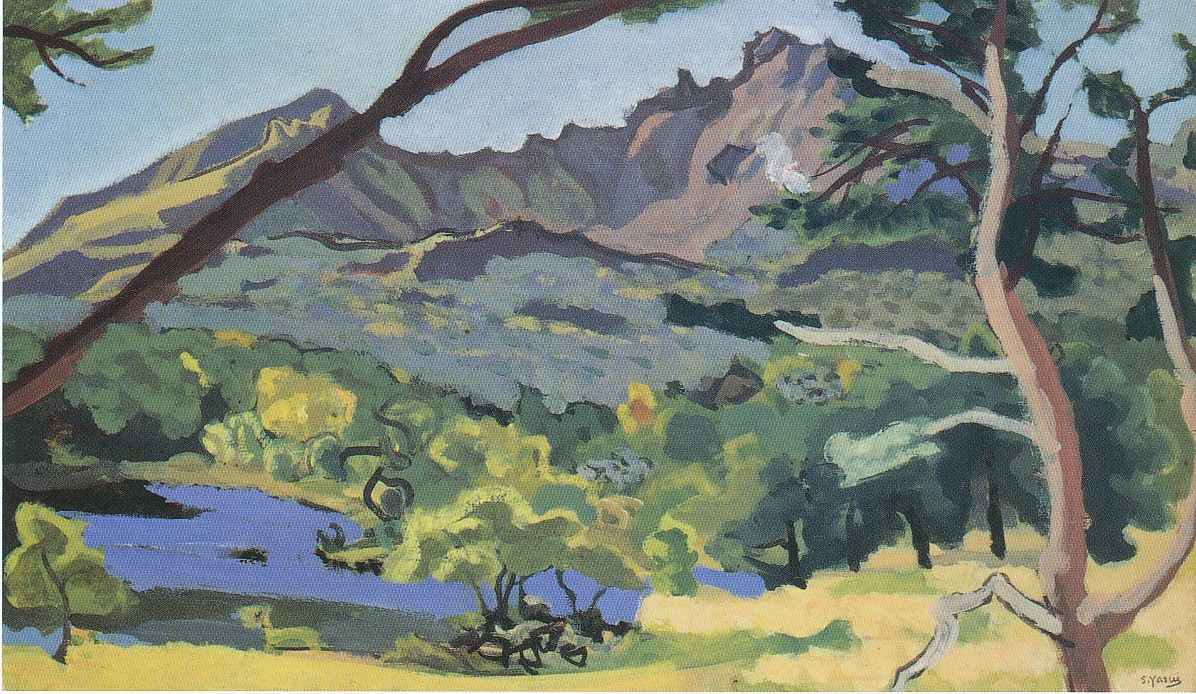
Frühherbst Ura-Bandai, 1935